# Achim Berg

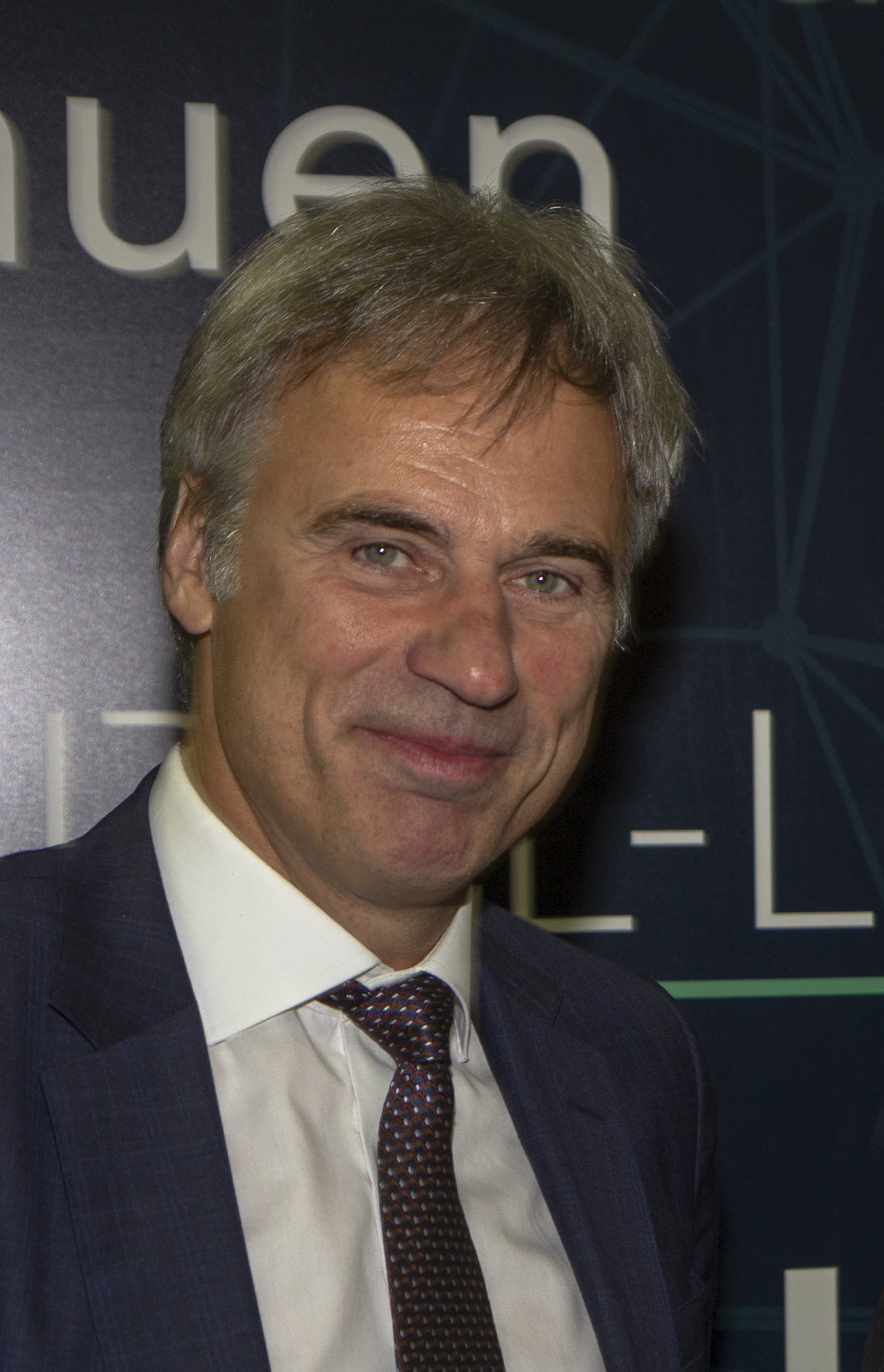
Achim Berg (2019)

Achim Berg (* 25. Februar 1964) ist ein deutscher Manager. Er war von 2017 bis 2023 Präsident des Branchenverbands Bitkom.

## Leben und Karriere
Berg machte 1984 am Anno-Gymnasium in Siegburg sein Abitur. Er studierte Wirtschaftsinformatik an der Fachhochschule Köln und schloss 1989 als Diplom-Informatiker (FH) ab. Anschließend absolvierte er an der privaten ESCP Europe Wirtschaftshochschule Berlin das European Potential Management Program.
Nach seinem Studium arbeitete Achim Berg 1989 im Vertrieb bei der Bull AG in Köln. Bei der Dell Deutschland GmbH war Berg zwischen 1995 und 1999 in verschiedenen leitenden Vertriebsfunktionen tätig. In den Jahren 1999 bis 2001 war Berg zunächst Geschäftsführer von Fujitsu Computer und nach der Fusion mit Siemens seit Frühjahr 2000 Vorsitzender der Geschäftsführung der Fujitsu Siemens Computers GmbH. Von 2001 bis 2002 hatte Achim Berg die Position des Chief Executive Officer (CEO) beim Internetunternehmen Guideguide AG in Rolandseck inne.
Danach war er fünf Jahre lang bei der Deutschen Telekom AG als Vorstand für Vertrieb und Service der Festnetzsparte T-Com tätig. Dort richtete er Vertrieb und Marketing strategisch neu aus und war maßgeblich am schnellen Wachstum des DSL-Geschäfts im deutschen Markt beteiligt.
Von 2007 bis 2009 war Achim Berg stellvertretender Vorsitzender von Deutschland sicher im Netz e. V. (DsiN), eines Vereins unter der Schirmherrschaft des Bundesinnenministeriums. Achim Berg wurde von der Computer Reseller News als „Top-Manager des Jahres 2007“ im Bereich IT ausgezeichnet. Von Januar 2008 bis August 2010 war er erstmals Vize-Präsident des Branchenverbandes Bitkom. Nach seiner Rückkehr aus den USA im Jahr 2013 wurde er wieder in diese Funktion gewählt. Achim Berg war von 2017 bis 2023 Präsident des Bitkom.
Ab Februar 2007 war Berg Vorsitzender der Geschäftsführung der Microsoft Deutschland GmbH in München Unterschleißheim und Area Vice President bei Microsoft International. Von Mai 2010 bis Oktober 2011 war er als Corporate Vice President Mobile Communications Business & Marketing bei der Microsoft Corporation an deren Unternehmenszentrale in Redmond (USA) für die Marketing- und Business-Development-Aktivitäten für Windows Phone verantwortlich. Von November 2011 bis März 2013 leitete Berg eine der sechs globalen Vertriebs- und Marketingsäulen von Microsoft und war in dieser Funktion weltweit für das Geschäft mit Telekommunikationsunternehmen, Hostern und Kabelanbietern zuständig.
Er war von Anfang 2009 bis Juli 2013 Mitglied im Hochschulrat der Fachhochschule Köln sowie von 2012 bis 2013 Mitglied im Board of Directors der Interessenvertretung der US-amerikanischen Wireless-Industrie CTIA. Darüber hinaus ist er als Senator bei acatech – Deutsche Akademie der Technikwissenschaften tätig.
Von April 2013 bis September 2015 war Achim Berg Vorstandsvorsitzender der arvato AG und Vorstandsmitglied der Bertelsmann SE sowie von April 2014 bis Oktober 2015 Mitglied im Aufsichtsrat der RTL Group. Seit September 2015 ist Berg Mitglied im Aufsichtsrat der Münchener Druckerei Giesecke & Devrient und seit März 2017 im Aufsichtsrat der Allianz Deutschland.
Berg war von 2016 bis 2024 Operating Partner beim global operierenden Investor General Atlantic, für den er vom Münchner Büro aus arbeitete. Im Anschluss daran ging er als Investment-Experte zu Max Viessmann, der zuvor die Klimasparte der Viessmann-Gruppe veräußert hatte.